# Füreya Koral
Füreya Koral (2 de junio de 1910 – 25 de agosto de 1997) fue una ceramista pionera turca nacida en una destacada familia artística de su país.

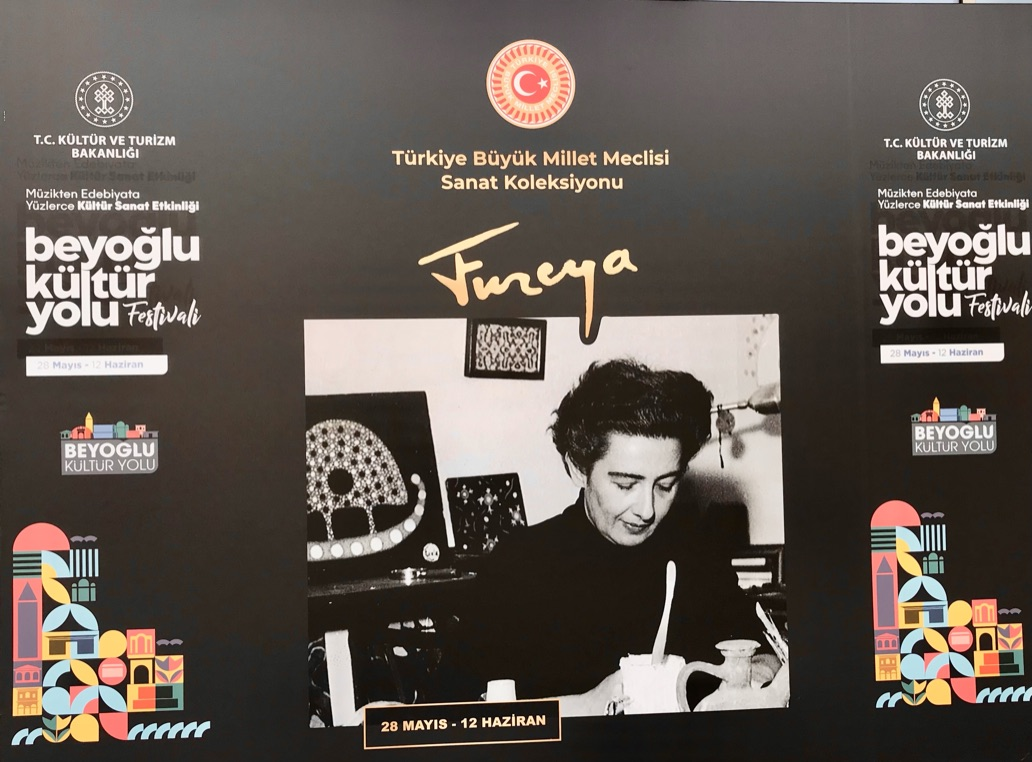

Conocida por sus murales, Koral trabajó en diversos soportes, como azulejos y esculturas y también creó mesas y taburetes con incrustaciones de cerámica. Comenzó a trabajar en cerámica después de que le diagnosticaran tuberculosis mientras recibía tratamiento en un sanatorio en Suiza. Artista autodidacta, sus obras fueron prácticamente ignoradas en vida, si bien creó mobiliario de madera y cerámica para el nuevo edificio de la Asamblea Nacional de Ankara. En su afán por ampliar los horizontes de la cerámica más allá de su función, se inspiró en el arte de las antiguas civilizaciones de Turquía, México y Asia Oriental, especialmente Japón y su obra combina a menudo elementos tomados de las tradiciones artísticas occidentales y orientales.
Firmó sus obras con la versión inglesa de su nombre, Fureya.

## Biografía
Koral nació en Büyükada, Estambul. Su padre era Emin Paşa, un notable soldado y estadista en el Imperio Otomano y luego compañero de Atatürk, su madre era Hakkiye Hanım y su abuelo era Mehmed Şakır Paşa, un estadista e historiador otomano. Al igual que sus tías Fahrelnissa Zeid, Aliye Berger y Ayşe Erdem y su tío Cevat Şakir Kabaağaçlı (Fisherman de Halicarnassus), Koral era una entusiasta de la música, la pintura y la literatura.
Estudió en el Lycée Notre Dame de Sion en Estambul y obtuvo un diploma de una escuela secundaria judía privada, en 1928. En 1929, se matriculó en el Departamento de Filosofía de la Facultad de Literatura de la Universidad de Estambul, pero la enfermedad de su padre y su jubilación obligatoria la llevaron a abandonar la universidad antes de graduarse, al deteriorarse la situación económica de la familia.
En 1930, se mudó a Bursa después de casarse con el dueño de una granja llamado Selahattin Karacabey. La pareja se divorció en 1932 y en 1935 ella se volvió a casar con Kılıç Ali, un amigo cercano de Mustafa Kemal Atatürk. Después de la muerte de Atatürk, la pareja regresó a Estambul.
Poco después de ayudar a su tía, la artista Fahrelnissa Zeid, a abrir su primera exposición individual en su casa en Ralli Apartment Block en 1945, a Füreya le diagnosticaron tuberculosis. Empezó el tratamiento en el sanatorio de Suiza, donde tomó lecciones de pintura con un artista polaco.

## Trayectoria artística
1947-1954
Mientras estaba en Suiza, Füreya comenzó a experimentar con la cerámica utilizando materiales que le enviaron sus tías Fahrelnissa Zeid y Aliye Berger. En 1949, asistió a un taller de cerámica en Lausana. En 1950, para retomar el tratamiento de la tuberculosis, se trasladó a París donde coincidió con el ceramista Georges Serré y, siguiendo su consejo, comenzó a trabajar en técnicas de cocción en un taller a las afueras de la ciudad. También conoció a los críticos de arte Jacques Lassaigne y Charles Estienne, quienes le aconsejaron montar una exposición.
Su primera exposición individual se inauguró en Galerie MAI de la capital francesa y fue seguida por una exposición individual en Turquía en la Galería Maya fundada por Adalet Cimcoz. Esta exposición presentaba cerámicas murales inspiradas en la tradición çini (azulejos) y otras obras que trataban temas folclóricos
Regresó a Estambul en 1953 y estableció uno de los primeros estudios de cerámica privados en Turquía en el edificio de apartamentos El Irak en Cumhuriyet Caddesi en Harbiye, donde vivía con su esposo.
1954-1980
Después de divorciarse de Kılıç Ali en 1954, Koral trasladó su casa y estudio a la planta baja del edificio de apartamentos Şakir Pasha. En la década de 1950, este estudio se convirtió en un lugar de encuentro para jóvenes ceramistas, incluidos Ayda Arel, Alev Ebüzziya Siesbye y Leyla Sayar (Akkoyunlu), así como Bingül Başarır, Candeğer Furtun, Binay Kaya y Mehmet Tüzüm Kızılcan. También fue un punto de encuentro para figuras del mundo de las artes y la cultura de la época, incluidos escritores destacados como Melih Cevdet Anday, Azra Erhat, Sabahattin Eyüboğlu, Vedat Günyol, Yaşar Kemal, Cevat Şakir Kabaağaçlı (su tío) y Ahmet Hamdi Tanpinar.
En 1957, recibió una beca de la Fundación Rockefeller para estudiar en los Estados Unidos y luego viajó a México para realizar investigaciones sobre las culturas azteca y maya. El encuentro con la amplia tradición muralista de México reforzó su creencia de que el arte no debía quedar atrapado en los museos y allanó el camino para los grandes murales que acabaría realizando para espacios públicos.
Después de regresar a Estambul en 1958, Koral diseñó tazas de café de cerámica para el Pabellón de Turquía en la Feria Mundial Expo '58 de Bruselas. También continuó sus colaboraciones con arquitectos, desde Utarit Izgi hasta Haluk Baysal, Melih Birsel, Abdurrahman Hancı y Selçuk Milâr. Creó murales para el Marmara Hotel en los terrenos de Atatürk Forest Farm en Ankara en 1959, para la Facultad de Medicina de la Universidad de Hacettepe en 1965, para el Ziraat Bank, Başak Insurance y el Mercado de Comerciantes Textiles de Estambul en 1966, para el Mercado de Anafartalar en 1967 y para el Hotel Divan en 1968.

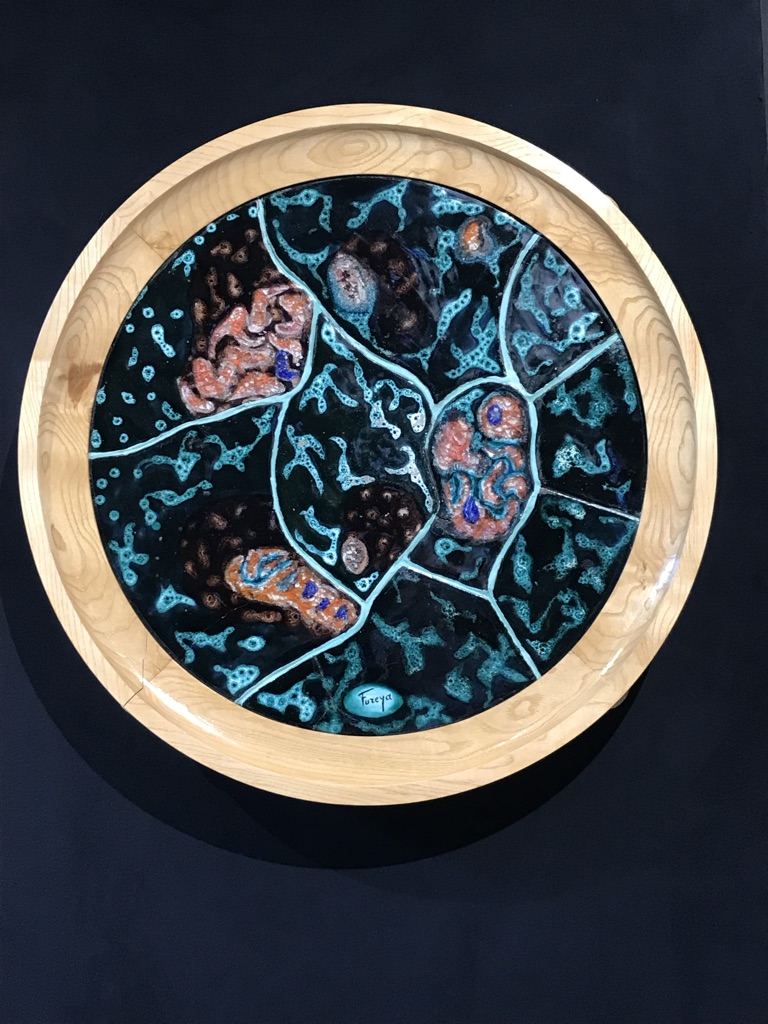

Entre 1960 y 1961, fue invitada a elaborar una serie de mesas de café y taburetes con incrustaciones de cerámica para amueblar el nuevo edificio de la Asamblea Nacional en Ankara.
En la década de 1970, se centró en diseñar objetos de gres y creó una serie exclusiva para la Fábrica de Porcelana de Estambul en Tuzla en 1973. Ese mismo año, sus obras se exhibieron en Yapı Endüstri Merkezi (Centro de la Industria de la Construcción).
1980–1997
Koral llegó a presidir la Asociación de Ceramistas fundada en 1980. Sin embargo, fue clausurada por la ley marcial tras el golpe de Estado de 1980. Entre 1980 y 1985, realizó una serie llamada Casas, una de sus obras más conocidas, basada en las casas adosadas que podía ver desde el edificio de apartamentos Arif Paşa. Expuestas en la Galería de Arte Maçka de Estambul en 1985, estas obras fueron galardonadas posteriormente con el Premio Sedat Simavi de Artes Visuales. En 1990, exhibió figuras de terracota tituladas Walking People junto con obras de cuarenta artistas que se unieron a la exposición With Respect to Fureya Koral on her 40th Year in Art, organizada por Maçka Art Gallery.
Koral murió el 25 de agosto de 1997.

## Exposiciones
". . . Para mí, el arte de la cerámica, en primer lugar, es como una herramienta, un libro o una música. Una herramienta para expresar el mundo, para dar vida a mi propio mundo, una herramienta que hace posible vivir y compartir. Me refiero a que las cerámicas no son solo elementos decorativos u objetos de consumo". (Füreya Koral, de su entrevista con Zeynep Oral, publicada en Milliyet Sanat el 15 de febrero de 1993)
Koral participó en exposiciones en numerosas galerías e instituciones, incluido el Salón de Octubre de París, el Museo de Arte Moderno de Ciudad de México, el Museo Naprstkovo de Praga y la Institución Smithsonian en Washington D. C.
En el otoño de 2017, se inauguró una retrospectiva póstuma de su trabajo con más de 200 piezas presentadas junto con materiales de archivo como cartas y fotografías. Organizada por Károly Aliotti, Nilüfer Şaşmazer y Farah Aksoy, la exposición tenía como objetivo presentar un estudio exhaustivo de su trabajo, que quizás se había visto eclipsado por su género y el importante papel de su familia en la historia otomana tardía y turca temprana.
En junio de 2022, algunas de sus mesas de café y taburetes de la Colección de Arte de la Gran Asamblea Nacional de Turquía (Türkiye Büyük Millet Meclisi Sanat Koleksiyonu) se exhibieron en la nueva terminal de cruceros de Galataport en Karaköy como parte del festival Beyoğlu Cultural Road junto con fotografías familiares, recuerdos y copias de fotografías de la artista tomadas por Ara Güler.
La novela Füreya de Ayşe Kulin, publicada en 2005, cuenta la historia de la ceramista en forma de ficción.